# Bonaventure Niemojowski
Bonaventure Niemojowski, en polonais : Bonawentura Niemojowski, né le 4 septembre 1787 à Słupia (commune de Baranów) et mort le 15 juin 1835 à Vanves, est un avocat, écrivain et homme politique polonais, participant actif à l'insurrection de 1830-1831 du royaume de Pologne contre le tsar Nicolas Ier.

## Biographie

### Origines familiales et formation
Bonaventure Niemojowski est issu d'une famille noble (blason Wierusz) de Grande-Pologne. Il a un frère aîné,  Vincent (1784-1834).
Il est encore enfant lorsque, après le troisième partage de la Pologne (1795), cette région est annexée par la Prusse. 
Il fait des études secondaires au collège des Piaristes de Varsovie, puis des études de droit en Allemagne, à Berlin et à Erlangen (1805-1807), où il fait partie d'une société étudiante. Il voyage ensuite en Allemagne, en France et en Angleterre. 
À son retour en Pologne, il exerce comme avocat. Il s'intéresse aussi aux activités agronomiques d'un propriétaire foncier de Grande-Pologne, Aloïs Biernacki. 

### Le royaume de Pologne avant l'insurrection (1815-1830)
En 1807, Napoléon a créé le duché de Varsovie dont fait partie la Grande-Pologne. En 1815, le congrès de Vienne a fait du duché le royaume de Pologne, attribué au tsar Alexandre Ier et à ses successeurs. En novembre 1815, Alexandre a donné au royaume une constitution relativement libérale.
Bonaventure Niemojowski commence sa carrière politique en 1820, année où il est élu député de Kalisz à la Diète. Il se place aux côtés de son frère parmi les membres de l'« opposition légale » au gouvernement en place, dont la personnalité dominante est le ministre des Finances, le prince Drucki-Lubecki. Leur opposition est fondée sur l'exigence d'une application stricte des lois, notamment la constitution et le Code Napoléon hérité du duché de Varsovie. 
Les frères Niemojowski apparaissent comme les leaders de ce courant, appelé le « groupe de Kalisz », qui perdure pendant toute la décennie 1820. En font aussi partie les frères Morawski (Théodore et Théophile) et Biernacki, qui en 1820 n'est que conseiller de la voïvodie de Kalisz.
En 1821, Bonaventure Niemojowski épouse Wiktoria Lubowidzka. Ils auront deux enfants, Felicia et Casimir.
Il est de nouveau élu par le district de Warta député pour la Diète de 1825. Lors de cette diète, il est arrêté et emprisonné jusqu'à la fin de la session, puis assigné à résidence. Cette mesure est levée du fait de l'amnistie accordée pour le couronnement de Nicolas Ier, successeur d'Alexandre, comme roi de Pologne.
En 1829, il est de nouveau candidat à la Diète. Lors de l'assemblée électorale de Warta, il obtient des électeurs le vote d'une motion de protestation contre le projet de supprimer la publicité des débats. Il est élu, mais son élection est invalidée par le Sénat et il ne participe pas à la session de juin 1830.

### L'insurrection (novembre 1830-septembre 1831)
Il reprend sa place lorsque la Diète est convoquée pour une session extraordinaire par le gouvernement provisoire mis en place le 3 décembre 1830 et présidé par Adam Czartoryski. Avec le groupe de Kalisz, il s'oppose sans succès à l'attribution des pleins pouvoirs au général Chlopicki (18 décembre).
En janvier 1831, après la démission de Chlopicki (le 18), il vote la destitution de Nicolas Ier comme roi de Pologne (le 25) et entre dans le gouvernement national, de nouveau présidé par Adam Czartoryski, comme ministre de l'Intérieur, son frère étant son supérieur comme responsable du département de l'Administration et de la Police.
Après la prise de Varsovie par l'armée russe (7 septembre 1831), il quitte la ville avec les troupes commandées par le général Rybinski et un grand nombre d'hommes politiques envisageant de continuer la guerre. Il est alors choisi pour être le nouveau chef du gouvernement national, refusant la capitulation acceptée le 8 septembre par le général Krukowiecki, successeur de Czartoryski, resté à Varsovie.
Le 26 septembre, constatant l'impossibilité de continuer la guerre, Niemojowski se réfugie avec l'ensemble du gouvernement en Prusse, où il est interné.

### L'exil (1832-1835)
Libéré au mois d'octobre, il est parmi les premiers Polonais à se réfugier en France, avant la grande vague de plusieurs milliers d'officiers et soldats qui aura lieu au début de 1832, formant ce qu'on appelle la Grande Émigration. 
Il est désigné comme président du tout premier comité polonais formé à Paris le 6 novembre 1831, le Comité provisoire de l'émigration polonaise, qui regroupait les réfugiés de la tendance du « groupe de Kalisz ». Ce comité subit des attaques de la part des radicaux (notamment Maurice Mochnacki). Le comité est dissous après la création le 8 décembre 1831 du Comité national polonais présidé par Joachim Lelewel, auquel Bonaventure Niemojowski ne se joint pas.
Il participe à la fondation de la Société polonaise des études, créée le 29 décembre 1832 par Adam Czartoryski, et est un des dix membres du « Conseil-directeur », aux côtés d'Adam Mickiewicz et de Julien-Ursin Niemcewicz. Cette société a pour but de maintenir la culture polonaise chez les réfugiés et de les aider à faire des études en France. 
Il publie plusieurs livres durant les trois ans et demi qui lui restent à vivre. 
En 1834, comme beaucoup des principaux exilés, il est condamné à mort par contumace pour sa participation à l'insurrection. Son frère Vincent, resté en Pologne et arrêté, est aussi condamné à mort, puis voit sa peine commuée en déportation, mais il meurt à Moscou au cours de son transfert (décembre 1834).
Bonaventure Niemojowski, mort six mois plus tard, est inhumé au cimetière du Père-Lachaise.

## Publications
- L’Autocrate et la constitution du royaume de Pologne, Bruxelles, E. Laurent, 1833, 30 p., disponible en ligne
- Réclamation et protestation, Paris, Chez l'auteur, sd, 3 p. (Notice BnF : FRBNF31017906)
- O ostatnich wypadkach rewolucji polskiej, Paris, Imprimerie Pinard, 1833, 67 p. [Des derniers événements de la révolution de Pologne[12]] (Notice Bnf : FRBNF31017905)
- Kilka słów do współrodaków z powodu fałszów przez J.B. Ostrowskiego w piśmie Nowa Polska Zwaném ogloszonych[13], Paris, Imprimerie P. Baudouin, 1834, 4 p. (Notice BnF : FRBNF31017904)

### Pages connexes
- Comité national polonais (1831)